# Christine (roman)
Pour les articles homonymes, voir Christine.
Christine (titre original : Christine) est un roman fantastique de Stephen King publié en 1983. Il est dédié au réalisateur George Romero, avec qui l'écrivain a collaboré sur Creepshow, sorti en 1982.

## Résumé

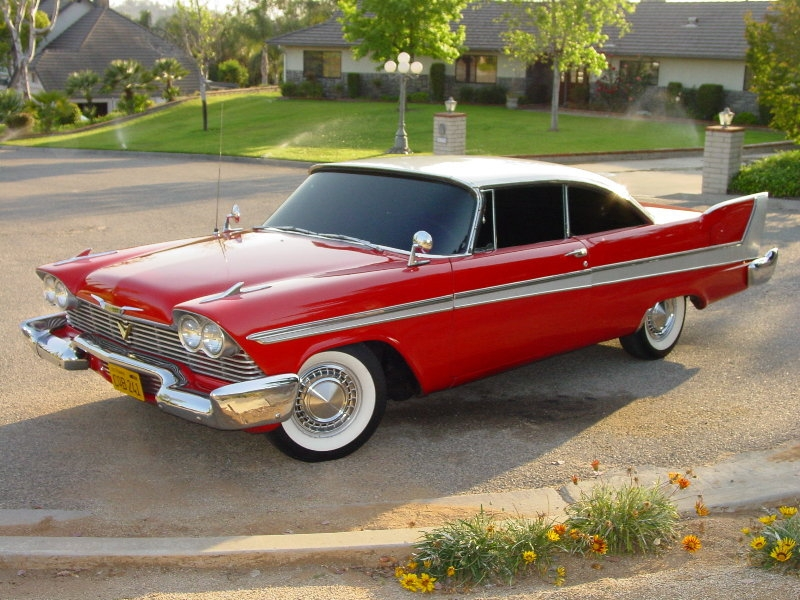
Une Plymouth Fury modèle 1958.

Au cours de l'été 1978, Arnie Cunningham, un adolescent intelligent mais timide, acnéique et complexé, aperçoit une Plymouth Fury modèle 1958 rouge et blanche délabrée. Sous le charme de la voiture, il l'achète 250 US$ à Roland LeBay, un homme âgé qui a surnommé le véhicule Christine. Doué en mécanique et malgré l'opposition de ses parents Michael et Regina, le jeune homme remet la voiture en état de rouler dans un garage dirigé par Will Darnell, qui est soupçonné d'utiliser son établissement comme façade pour des opérations illicites. Parmi les clients figure Buddy Repperton, un petit caïd du lycée et qui sera renvoyé du garage pour brimades envers Arnie. Arnie devient renfermé et cynique, mais aussi plus confiant et plus sûr de lui qu'auparavant. Par ailleurs, son apparence s'améliore en tandem avec celle de Christine, dont certaines réparations semblent excéder le budget et les compétences d'Arnie. Parallèlement à cela, Buddy Repperton vient armé au lycée avec ses copains pour se venger contre Arnie; il en sera exclu.
Dennis Guilder, le meilleur ami d'Arnie, qui n'a pas aimé cette voiture dès le début et voit le comportement de son ami changer du tout au tout, mène son enquête sur le passé du véhicule. Lorsque LeBay meurt, Dennis rencontre son frère cadet, George, qui lui révèle que Rita et Veronica, respectivement la fille et l'épouse de LeBay, sont mortes dans la voiture, respectivement en s'étouffant avec un hamburger et en se suicidant par monoxyde de carbone un an après la mort de sa fille; il lui révèle également que Roland était un individu envieux, colérique et rempli de haine envers les "merdeux." Au fil du temps, Dennis observe qu'Arnie s'approprie plusieurs traits de personnalité de LeBay et qu'il agit comme convoyeur pour Darnell dans ses opérations de contrebande. Arnie commence à sortir avec Leigh Cabot, une séduisante nouvelle lycéenne. Lors d'un rendez-vous avec Arnie, Leigh manque de s'étouffer dans la voiture et n'est sauvée que par l'intervention d'un auto-stoppeur. Apeurée par l'aspect presque vivant de Christine, elle jure de ne plus jamais monter dans la voiture. Les parents d'Arnie refusent qu'il gare Christine chez eux, ce qui cause une violente dispute.
Peu après, Buddy Repperton, un petit caïd du lycée qui blâme Arnie pour son expulsion, vandalise Christine avec l'aide de son gang. Arnie l'amène au garage de Darnell, où Christine se répare peu à peu elle-même. Sa relation avec Leigh décline et ils se séparent, en partie à cause de Christine. Après une série de morts étranges et brutales s'abattant sur Darnell et les voyous ayant vandalisé Christine, sauf un qui fuit la ville, Dennis devient persuadé que la voiture est animée d'une vie propre. La police trouve des indices reliant Christine à chacun des meurtres, mais aucune preuve n'est trouvée sur la voiture. L'inspecteur de police Rudy Junkins se méfie d'Arnie malgré ses alibis en béton.
Leigh et Dennis entament leur propre relation amoureuse. Dennis spécule que LeBay aurait délibérément sacrifié sa fille et sa femme pour faire de Christine un réceptacle pour son propre esprit. Peu de temps après, Junkins meurt dans un accident de voiture. Se doutant qu'ils sont les prochains sur la liste de Christine, Dennis et Leigh élaborent un plan pour détruire la voiture. Profitant d'une absence d'Arnie, parti avec sa mère, ils attirent Christine, qui vient de tuer le père d'Arnie, au garage et la percutent plusieurs fois avec Petunia, un camion de vidange des fosses septiques, après quoi Christine se fait compresser à la casse. Ils apprennent peu après qu'Arnie et sa mère sont morts dans un accident de voiture, apparemment causé par une lutte entre Arnie et l'esprit de LeBay, Arnie voulant se libérer de son emprise.
L'épilogue se situe quatre ans plus tard. Dennis et Leigh se sont séparés, et Dennis apprend par le journal que le dernier membre de la bande de voyous qui avait vandalisé Christine s'est fait écraser par une voiture. Dennis pense alors que Christine a fini par se reconstruire et qu'elle va vouloir se venger de Leigh et lui.

## Personnages
- Arnold Cunningham : Surnommé Arnie par son entourage. Il est la victime des moqueries du caïd du lycée, Buddy Repperton, et des amis de ce dernier.
- Dennis Guilder : Meilleur ami d'Arnie. Populaire, beau gosse et délégué de classe.
- Leigh Cabot : Plus belle fille du lycée, petite amie d'Arnie puis de Dennis.

## Accueil et distinctions
Le roman est resté 32 semaines, avec un meilleur classement à la deuxième place, sur la New York Times Best Seller list, y apparaissant le 10 avril 1983. Le Publishers Weekly le classe à la cinquième place des meilleures ventes de romans aux États-Unis en 1983.
Christine a été nommé au prix Locus du meilleur roman de fantasy 1984, terminant à la sixième place.

## Analyse
Christine est considéré par de nombreux critiques comme l'un des romans les plus faibles de Stephen King mais a néanmoins ses adeptes. Michael R. Collings met l'accent sur le côté mélodramatique de l'histoire, qui « s'approche parfois de l'absurde », et les « personnages qui flirtent avec les stéréotypes ». La rupture dans la narration à la première personne lorsque Dennis est à l'hôpital « renforce l'impression d'être en face d'une histoire ratée » mais le récit est néanmoins sauvé en partie par « la force de son mouvement narratif », explorant « le sujet de la possession par un fantôme avec l'habituelle énergie et la verve de King ». Le roman est chargé de symboles sur le passage à l'âge adulte, Christine ayant 21 ans au moment du récit et la société américaine entrant dans une époque « de pénurie d'essence » où les excès de consommation deviennent presque inacceptables. Il traite de « l’ambiguïté de l'adolescence », reflétant à la fois « l'insécurité et les frustrations » de cet âge, tout en critiquant la société américaine de l'époque. King poursuit également sa série de portraits de parents destructeurs à travers les mensonges et l'hypocrisie des parents d'Arnie. Pour Laurent Bourdier, le roman fait partie de ceux dans lesquels King critique notre dépendance à la technologie, Christine se voyant attribuer un prénom féminin et des sentiments humains comme la jalousie, alors qu'en parallèle Arnie « se déshumanise totalement en fusionnant avec sa voiture ». C'est un exemple « du danger de la totale subordination de l'homme aux machines ».

## Liens avec d'autres œuvres de Stephen King
Christine fait une réapparition dans Ça où Grippe-Sou l'envoie servir de véhicule à Henry Bowers.
Elle est également présente dans Le Fléau, lorsque Stu et Tom cherchent un véhicule fonctionnel. En entrant dans Christine, ils découvrent les clés de voiture d'Arnie branchées sur le contact avec ses initiales. De plus, Stu a l'impression continuelle d'apercevoir de mystérieux cadavres sur la banquette arrière de cette Plymouth.

## Adaptation
Le réalisateur John Carpenter a adapté le roman au cinéma dès 1983, en achetant les droits d'adaptation du livre avant même sa sortie.

## Livre audio en français
- Stephen King (trad. Marie Milpois), Christine [« Christine »], Paris, Éditions Thélème, 20 mai 2010 (ISBN 978-2-87862-624-7, présentation en ligne)Texte intégral ; narrateur : Paul Barge ; support : 2 disques compacts audio MP3 ; durée : 13 h 7 min environ ; référence éditeur : Éditions Thélème 930. La pochette du livre audio indique, par erreur, une durée de 13 h 30 min.